# 虞廷璽
虞廷璽（1410年—？），字瑄，陝西漢中府南鄭縣人，民籍。明朝政治人物。同進士出身。

## 生平
宣德十年乙卯科陝西鄉試第二名。正統四年（1439年）己未科會試第五十三名，殿試登進士第三甲第三十六名。

## 家族
曾祖父虞良，曾任元殿中侍御史。祖父虞詢，曾任溫州府知府。父虞進，曾任宗人府經歷。